# Mallophora pica
Mallophora pica är en tvåvingeart som beskrevs av Macquart 1850. Mallophora pica ingår i släktet Mallophora och familjen rovflugor.
Artens utbredningsområde är Bolivia. Inga underarter finns listade i Catalogue of Life.